# Hippolyte Langlois
Hippolyte Langlois (Besançon, 3 agosto 1839 – Parigi, 12 febbraio 1912) è stato un generale francese.

## Biografia
Figlio di un avvocato, compì i suoi studi presso l'École polytechnique a partire dal 1856. Ammesso in Artiglieria come sotto-luogotenente nel 1858, arrivò al grado di capitano nel 1866. Militò nell'armata di Metz nella guerra franco-prussiana. Otto anni dopo diventò maggiore, nel 1887 luogotenente-colonnello e nel 1888 colonnello. In quel periodo fu assunto come docente di artiglieria all'École de guerre.
Nel 1894 diventò generale di brigata e nel 1898 generale di divisione. Dopodiché per due anni fu comandante dell'École de guerre al tempo in cui la moderna strategia e la dottrina tattica venivano sviluppate ed insegnate in Francia.
Si ritirò nel 1904, al raggiungimento del limite di età.
Morì all'Hôpital du Val-de-Grâce di Parigi il 12 febbraio 1912.